# 七穂駅
七穂駅（ななほえき）は、かつて新潟県西蒲原郡味方村大字山王（現新潟市南区山王）にあった新潟交通電車線の駅。

## 構造
相対式ホーム2面2線の地上駅。委託駅であったが、1998年（平成10年）に無人駅となっている。

## 歴史
- 1937年（昭和12年）11月22日 - 新潟電鉄鉄道線板井 - 吉江間に、越後山王駅（えちごさんのうえき）として開業[2]。当初は交換駅であった[3]。
- 1940年（昭和15年）10月1日 - 七穂駅に改称[4]。
- 1943年（昭和18年）12月31日 - 新潟電鉄と新潟合同自動車との合併により新潟交通成立、同社の駅となる。
- 1958年（昭和33年）12月 - 貨物営業が廃止される[3]。
- 1976年（昭和51年）10月1日 - 請負化される[3]。
- 1980年（昭和55年）12月28日 - 放火により木造の駅舎が焼失する[3]。
- 1981年（昭和56年）2月23日 - 駅舎が再建される[3]。
- 1998年（平成10年）4月1日 - 無人駅となる[1]。
- 1999年（平成11年）4月5日 - 新潟交通電車線東関屋 - 月潟間廃線により廃駅となる。

## 駅跡
駅施設は全て撤去され跡地を堤防へ上る道路が貫いているが、道路の月潟寄りにわずかにその痕跡が見られる。

## 隣の駅
新潟交通
電車線
板井駅 - 七穂駅 - 吉江駅